# Al-Salihiyah, Hama
Salhiyeh (tiếng Ả Rập: الصالحية) là một ngôi làng Syria nằm ở phó huyện Qalaat al-Madiq thuộc huyện al-Suqaylabiyah, Hama. Theo Cục Thống kê Trung ương Syria (CBS), Salhiyeh có dân số 556 người trong cuộc điều tra dân số năm 2004.